# Afrikansk elefant
Den afrikanske elefant (Loxodonta africana) er et pattedyr i elefantfamilien. Den er nært beslægtet med arten afrikansk skovelefant, (Loxodonta cyclotis). Tidligere regnedes skovelefanten som en underart under L. africana, og man taler derfor undertiden om den afrikanske elefant som den afrikanske savanneelefant.

## Udbredelse
Den afrikanske elefant er udbredt over det meste af Afrika, men er gået voldsomt tilbage. I 1980 fandtes der 1.300.000 afrikanske elefanter, mens bestanden i 1990 var på kun 600.000 dyr.
Den nuværende bestand vurderes af IUCN i 2016 at være på omkring 415.000 individer

## Udseende
Savanneelefanten er den største af alle levende elefanter og den med de største ører. Skovelefanten er noget mindre, da den "kun" vejer op til 6 tons. Skovelefanten har ører af mellemstørrelsen.
Arterne har en række anatomiske forskelle, blandt andet har skovelefanten i lighed med den asiatiske elefant fem negle på de forreste fødder og fire negle på bagfødderne. Savanneelefanten har fire negle på de forreste fødder og tre på bagfødderne. Begge disse elefanter fødes dog med fem tånegle på alle fire ben. Mange eksemplarer mister imidlertid deres negle på grund af det terræn de lever i.

## Elefanter uden for naturen
I Danmark kan man se afrikanske elefanter i Aalborg Zoo og i Knuthenborg Safaripark
En af de mest kendte afrikanske elefanter er Jumbo.